# Maciej Aleksander Lipski
Maciej Aleksander Lipski herbu Grabie – komornik ziemski bełski w 1774 roku, wojski większy bełski w latach 1766–1775, komornik graniczny bełski w latach 1760-1766, komornik ziemski bełski w 1774 roku, wicesgerent buski w 1758 roku.
W 1764 roku wyznaczony przez konfederację do lustracji dóbr królewskich i innych dóbr w powiatach bełskim i lubaczowskim województwa bełskiego.